# 早期基督教
在基督教歷史中，早期基督宗教（英語：Early Christianity）又稱初期基督宗教，指耶穌死後，使徒開始傳播其教義，形成初代基督教會後，一直到325年第一次尼西亞公會議之間這段時期，是基督教形成的最初期階段。一般又被區分為使徒時代與前尼西亞時期。

## 歷史文獻
原始基督教初由耶穌四出周遊講道，大都為流傳的口傳資料或片斷雜記等。及至1世紀末至2世紀上半葉，陸續出現一些文書記錄。文書記錄主要為書信及傳記，原始基督教的活動亦有被非宗教性質的歷史文獻所記載。原始基督教的文書記錄後經輾轉傳抄和編選，被承認的各卷正典後成為《新約聖經》。尤其從中世紀後期至近代，古老修院、圖書館和考古學的發現，找到了一些聖經抄本和殘片。經籍文獻和非宗教性質的歷史文獻，為原始基督教運動提供了大量寶貴的考證依據。

## 早期基督教的傳播
基督教产生后，其信徒的社会成分有自由民，也有奴隶和被释放的奴隶，但主要以下层民众为主。在基督教早期阶段，基督教会曾实行财产共有，外界视其为一种秘密宗教组织。 到尼禄皇帝（54年—68年）在位时，教会的人数已增长到不可忽视的程度，从公元60年代中期罗马帝国政府的逼害就开始了。当时教徒普遍不分种族及社会阶层，就连当时的奴隶在信主以后亦可即时被接纳为弟兄。在此后的几个世纪，社会各阶层愈来愈多人加入教会，二世纪末罗马社会上层也开始有人信教。到君士坦丁一世在位時，在不少省份中已有不少基督徒擔任重要職務，擁有能左右國家事務的權力。為了得到基督徒的支持，並期望以一神論代替多神論來重建一個統一的羅馬帝國，君士坦丁於313年发布了米兰敕令，基督教从此成为合法宗教，基督徒的人身和财产获得了法律的保护。这样，罗马人民不论贫富都可拜在基督门下。基督教会反对民族区别，因此有不少外族包括日耳曼人、哥德人都開始信奉基督教。傳統希臘羅馬神話的多神信仰仍然存活了一個多世紀，但和一神教的基督教衝突日增，在亞歷山大城在宗主教區利羅治下，驅逐了猶太教人、焚燒了亞歷山大圖書館，自稱信奉基督的暴徒更殺害了希臘哲學家希帕提婭，進一步標誌著古典哲學輝煌的時期告一段落，代之而起的是基督教神學的時代。但一神論並沒有帶來一統的羅馬帝國，反而宗教的爭端漸多。在君士坦丁堡及帝國的東部，希臘語仍然是流通的語言，新約聖經亦是以希臘語流傳。在羅馬及帝國的西部，則以拉丁文傳教。在羅馬、君士坦丁堡、安提亞、亞歷山大城、耶路撒冷的牧區互不統屬，形成五大牧首區的教會體制。在幾次的大公会议中，基督教被国教化，三位一體被確立為正統，但其他學說則被視為異端，聶斯脫利被逐出教會在中東形成東方亞述教會，阿里烏教派亦被逐出教會。

## 相关著作
- 《论原始基督教的历史》